# Dombeya wallichii
Dombeya wallichii es una especie de arbusto perteneciente al género Dombeya dentro de la familia Malvaceae. Es originaria de Madagascar.

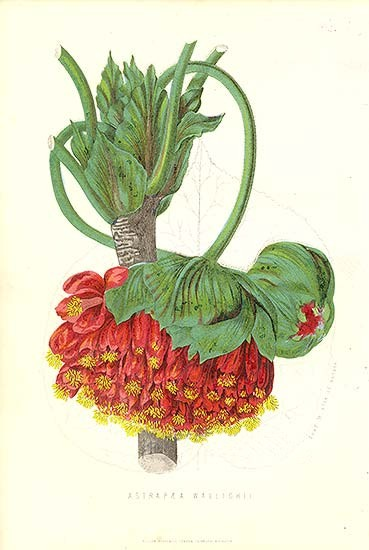
Ilustración

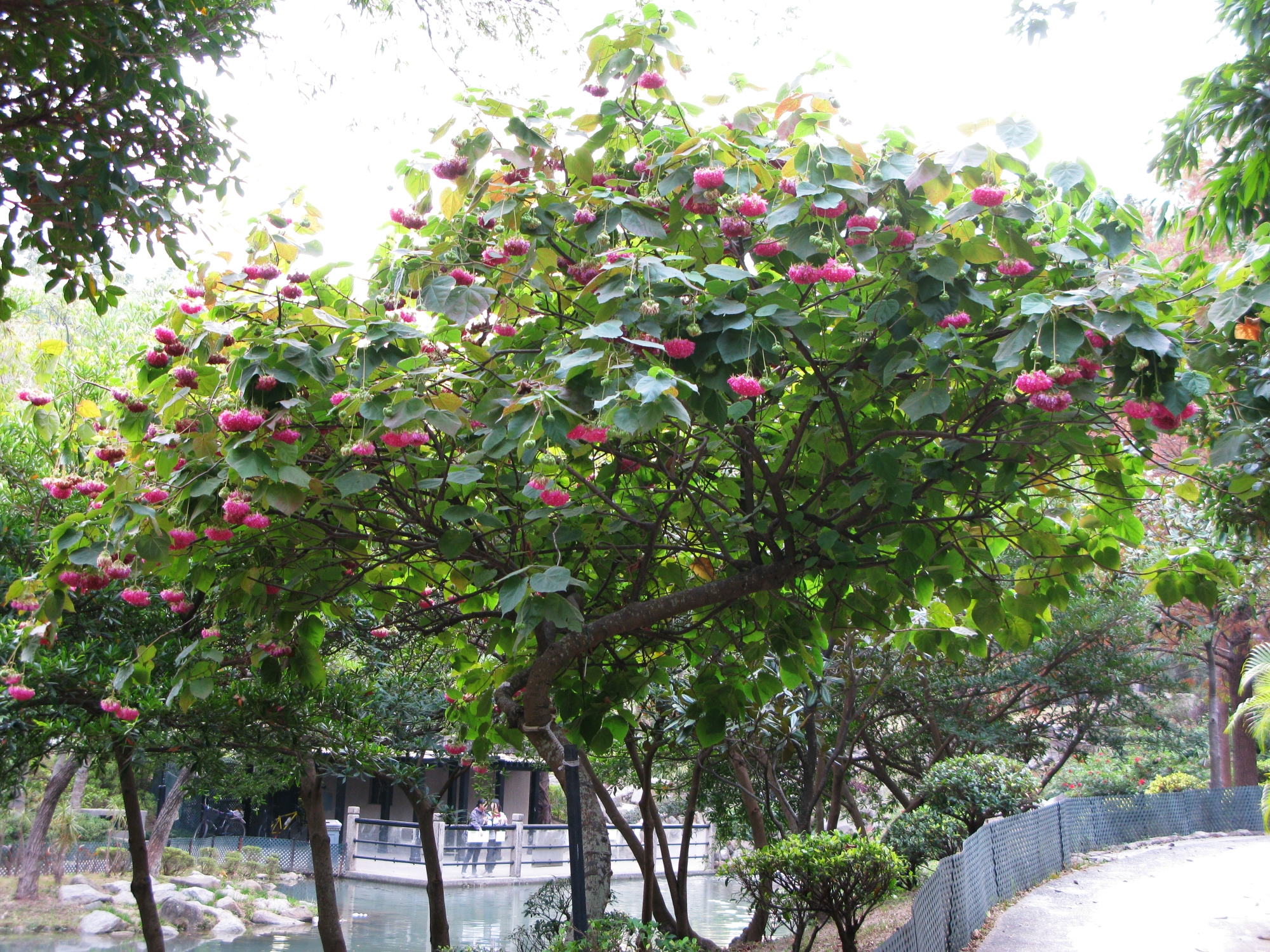
Vista del árbol

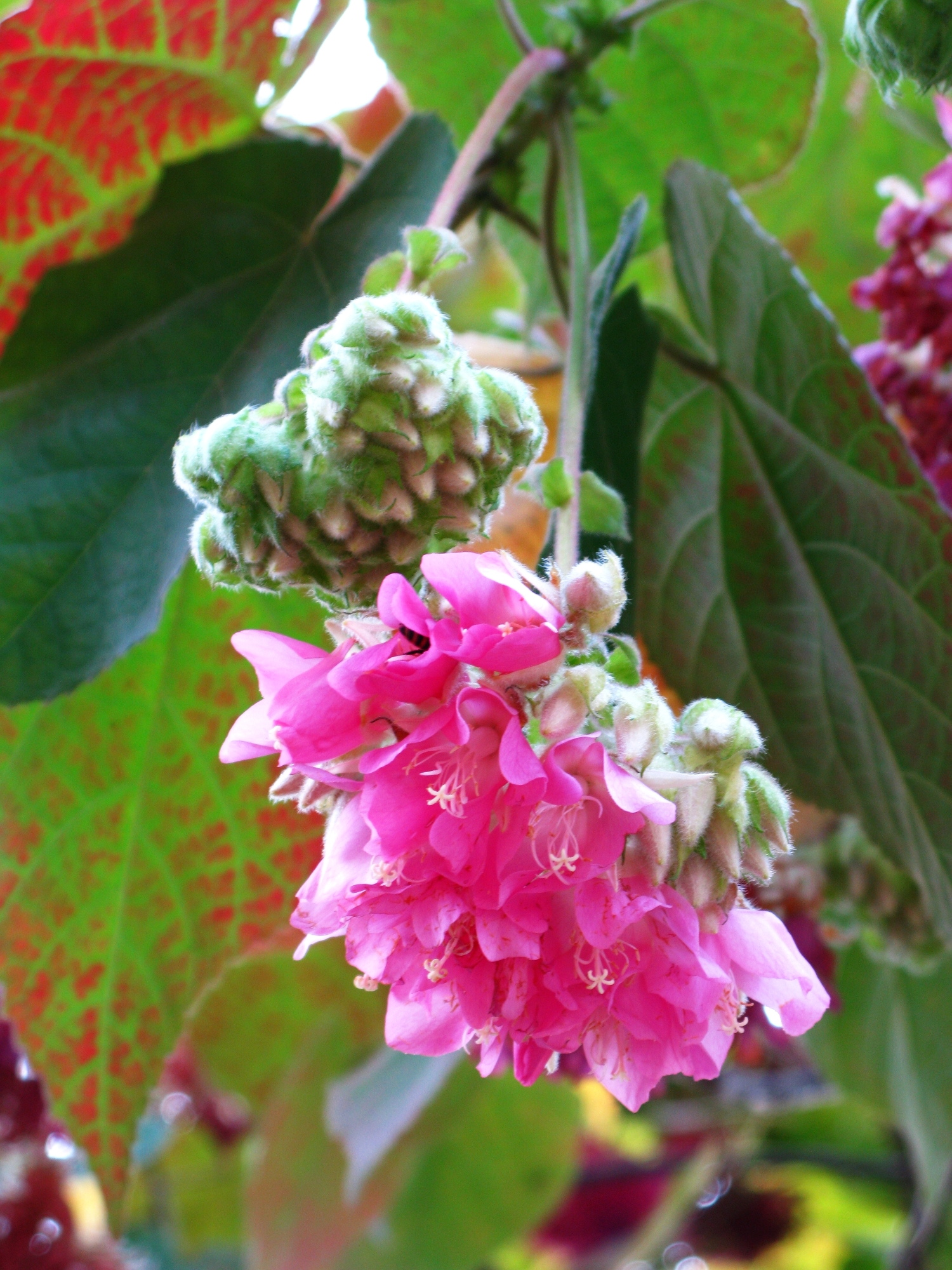
Vista de las flores

## Descripción
Dombeya wallichii puede alcanzar un tamaño de 6 a 8 m de altura. Es un árbol muy ramificado cuyo follaje se compone de hojas enteras que pueden alcanzar de 20 a 25 cm de diámetro,  ásperas, insertadas de manera alterna en las ramitas y en su base tienen estípulas foliáceas. La lámina puede formar lóbulos angulares más o menos pronunciados. Las flores se agrupan en las cabezas compactas con un diámetro de 12 a 15 cm, al final de tallos largos. Tienen cinco pétalos de color brillante, rosa o salmón. Estos pétalos son bolas y pequeños flores secas que persisten en el árbol después de la floración. Dombeya Wallichii florece en invierno, lo que ha atraído el interés de los horticultores para desarrollar su introducción incluso bajo suave clima del océano, como en Portugal o Madeira. Tiene las flores fragantes con olor a coco.
También recibe los nombres de Árbol de las hortensias en España, Aurora en Brasil y Bella Aurora en México.

## Taxonomía
Esta especie fue descrita inicialmente por John Lindley como Astrapaea wallichii en Collectanea Botanica 3: t. 14. en 1821, hoy en día es tanto un sinónimo como un basónimo. Finalmente, sería descrita por George Bentham y tanto validado como publicado por Henri Ernest Baillon como Dombeya wallichii y publicado en Bulletin Mensuel de la Société Linnéenne de Paris 62: 495. en 1885.
Etimología
Dombeya: nombre genérico que fue nombrado por Joseph Dombey (1742-1794), un botánico y explorador francés en América del Sur, que participó en la Expedición Botánica al Virreinato del Perú (1777-1788), la cual abandonó por discrepancias con su director Hipólito Ruiz y embrolló a los científicos y los gobiernos de Francia, España e Inglaterra durante más de dos años.
wallichii: epíteto otorgado en honor del botánico danés Nathaniel Wallich.
Sinonimia
- Astrapaea wallichii Lindl. (basónimo)[4]
- Assonia wallichii (Lindl.) Kuntze
- Astrapaea penduliflora DC.
- Dombeya penduliflora (DC.) M.Gómez[5]